# Oswald von Studnitz
Oswald Wilhelm Georg Andreas von Studnitz (* 10. Februar 1871 in Dresden; † 10. Juni 1963 in Lübeck) war ein deutscher Kapitän zur See der Kaiserlichen Marine. Er gilt als letzter überlebender Kapitän zur See der Kaiserlichen Marine.

## Leben

### Herkunft
Oswald von Studnitz stammte aus dem alten westmährischen Adelsgeschlecht Studnitz. Er war der jüngste Sohn des späteren preußischer Generalmajors Benno von Studnitz (1830–1916) und Konstanze von Mangoldt (1834–1923). 

### Werdegang
Oswald von Studnitz trat am 13. April 1889 in die Kaiserliche Marine ein. Am 13. September 1901 wurde er Kapitänleutnant und diente 1904 als Navigationsoffizier auf der Moltke. In gleicher Position war er 1907 auf der Elsass. Seine Beförderung zum Korvettenkapitän erhielt er am 8. Juni 1907. 1908 war er Erster Offizier auf der Roon. Später wurde er mit der Wahrnehmung der Geschäfte des Ausrüstungsdirektors der Werft Wilhelmshaven beauftragt.
Als Fregattenkapitän (Beförderung am 11. November 1911) übernahm er im Oktober 1912 das Kommando über den Kleiner Kreuzer München.  Am 22. März 1914 wurde er zum Kapitän zur See befördert. Mit der München nahm er am 24. Januar 1915 am Gefecht auf der Doggerbank teil. Ende Februar 1915 gab er das Kommando ab. Bis August 1915 war er zur Verfügung der Marinestation der Nordsee gesetzt, wurde dann für drei Monate Kommandeur der II. Torpedo-Division und war dann erneut im Dezember 1915 zur Verfügung der Marinestation der Nordsee gesetzt. Am 24. Dezember 1915 wurde er aus der Marine verabschiedet.
Oswald von Studnitz war ab August 1907 Rechtsritter des Johanniterordens und war u. a. mit dem Großherzoglich Türkischen Mecidiye-Orden 3. Klasse ausgezeichnet worden.

### Familie
Oswald von Studnitz heiratete am 28. September 1900 in Warschau mit Johanna Theodora von Bulmerincq (1873–1953), Tochter des russischen Wirklichen Staatsrates Michael von Bulmerincq (1832–1899), verheiratet. Sie hatten drei Kinder, wobei das älteste der spätere Physiologe und Zoologe Gotthilft von Studnitz (1908–1994) war. Sein Bruder Helfrid (1911–1994), später Oberstleutnant und Bezirksleiter des VW-Werkes in Wolfsburg, war der Vater der späteren Schriftstellerin, Redakteurin, Kommunikationswissenschaftlerin und Journalistin Cecilia von Studnitz.